# Anna Brigadere

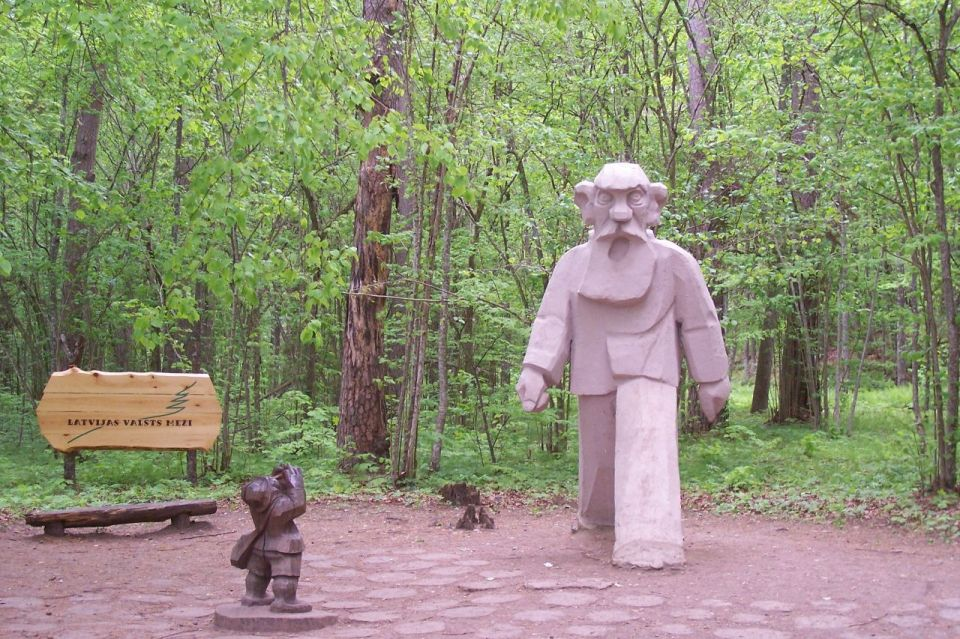
Sprīdītis cântă la flaut pentru a-l face pe Lutausis să danseze (sculpturi din Parcul Național Tērvete)

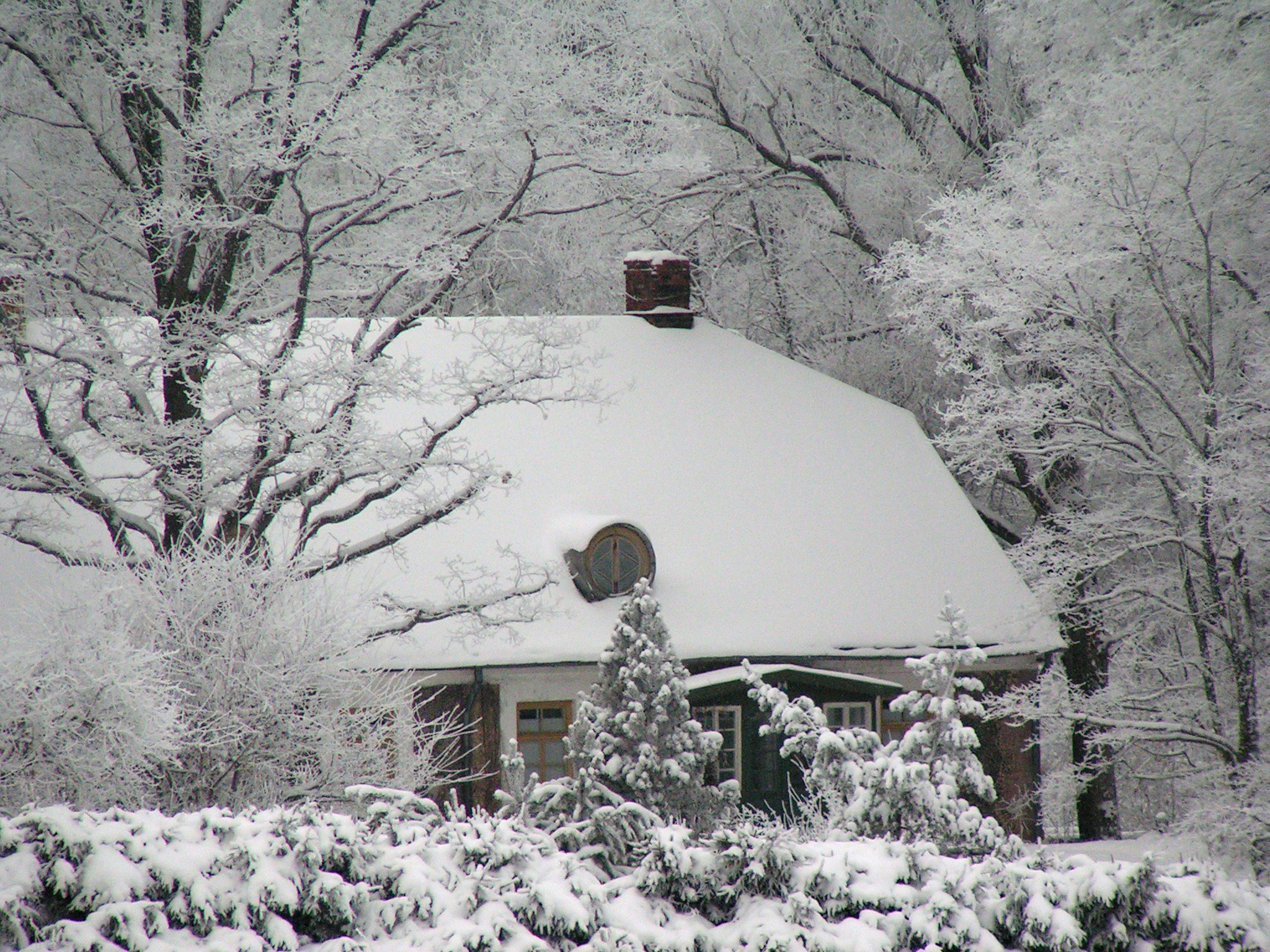
Muzeul memorial Anna Brigadere Sprīdīši din Tērvete, Letonia

Anna Brigadere (n. 19 septembrie/1 octombrie 1861, Tērvete⁠(d), Tērvete Parish⁠(d), comuna Dobele⁠(d), Letonia – d. 25 iunie 1933, Tērvete⁠(d), Tērvete Parish⁠(d), comuna Dobele⁠(d), Letonia) a fost o scriitoare, dramaturgă și poetă din Letonia. A scris piese de teatru-basme și comedii satirice, poezii și povestiri.

## Biografie
A absolvit cursurile pedagogice superioare la Riga, Imperiul Rus, a lucrat ca guvernantă.
Prima ei povestire a fost publicată în 1896.  În operele sale, ea a apelat adesea la motive folclorice. În 1897, ea și-a îndreptat exclusiv atenția către opera literară și i-a fost publicată prima sa carte, Vecā Karlīne/Bătrâna Karlīna. Șase ani mai târziu, prima și cea mai populară piesă de teatru a ei Sprīdītis/Povestea lui Sprīdītis a fost scrisă pentru regizorul teatrului leton din Riga Jēkabs Duburs, care a pus în scenă piesa în 1903. În 1985, lucrarea a fost adaptată pentru cinema, de asemenea a fost tradusă în mai multe limbi. Primul Război Mondial avea să o determine să emigreze la Moscova. În 1918, s-a întors la Riga și și-a continuat acolo creația literară.

## Lucrări
Ea a scris comedie și dramă, printre care Povestea lui Sprīdītis, despre un băiat dintr-o familie de țărani letoni și aventurile sale fantastice într-o pădure din apropiere. Ea a scris și patru autobiografii, printre care Dievs, daba, darbs (Dumnezeu, natură, muncă) despre viața unei femei letone la sfârșitul secolului al XIX-lea.

## Premii și onoruri
Premiul Anna Brigadere a fost reînființat în 1986 pentru a celebra realizările din literatura letonă.
- 1932, Premiul Fondului de Cultură pentru În vânturile aspre
- 1927, Premiul Fondului de Cultură pentru Pasărea Magică a Lolitei
- 1926, Ordinul celor Trei Stele clasa a III-a.[3]
- 1913, Premiul Societății Letone din Riga.

Numele Annei Brigadere este dat unor străzi din Riga și alte așezări din Letonia.